# Oncidium xanthornis
Oncidium xanthornis är en orkidéart som beskrevs av Heinrich Gustav Reichenbach och Friedrich Fritz Wilhelm Ludwig Kraenzlin. Oncidium xanthornis ingår i släktet Oncidium och familjen orkidéer. Inga underarter finns listade i Catalogue of Life.